# Felipe Aguirre
Felipe Aguirre (* 25. November 1976 in Bogotá) ist ein kolumbianischer Dirigent mit Wohnsitz in Spanien.

## Leben und Wirken
Er wurde in Bogotá, Kolumbien, geboren und erhielt früh Klavierunterricht bei seinem Vater. Am Konservatorium seiner Heimatstadt studierte er Klavier bei Tatiana Pavlova, Komposition bei Blas Emilio Atehortúa und Dirigieren bei Carlos Alvarado. 1997 zog er nach Wien, um seine Studien am dortigen Konservatorium fortzusetzen. Dort absolvierte er sein Dirigierstudium bei Georg Mark und Reinhard Schwarz mit Auszeichnung im Jahr 2001.
Seine internationale Karriere als Dirigent begann 1998 an der Oper von Kapstadt, wo er Produktionen wie Les Contes d’Hoffmann von Jacques Offenbach und Dialogues des Carmélites von Francis Poulenc leitete. Sein Debüt als Pianist gab er in den USA mit Rachmaninows Klavierkonzert Nr. 2 unter der Leitung von Lucas Richman mit dem Spokane Symphony Orchestra im Bundesstaat Washington. Seither gastierte er als Dirigent und Pianist auf bedeutenden Bühnen in Europa und Amerika. Als Klaviersolist trat er u. a. mit dem Nationalen Sinfonieorchester Kolumbiens, der Sinfónica del Tolima, der Philharmonie Cundinamarca, dem Sinfonieorchester Innsbruck und dem Orchesterverein Wien auf.
Seit dem Jahr 2000 stand er am Pult der wichtigsten Orchester Kolumbiens: der Philharmonie Bogotá, der Philharmonie Medellín, der Sinfónica EAFIT, der Philharmonie del Valle, der Philharmonie Cundinamarca, der FOSBO und der Nationalen Sinfonie Kolumbiens, mit der er auch internationale Tourneen unternahm.
Seine Tätigkeit als Dirigent in Europa begann im Wiener Konzerthaus mit dem Pressburger Sinfonieorchester, mit dem er Bruckners Neunte Sinfonie aufführte. Ab Januar 2000 war er Chefdirigent des Chor- und Orchestervereins der Stadt Schwechat (Niederösterreich), eine Tätigkeit, die mit seiner Ernennung zum Ehrendirigenten ihren Abschluss fand. Im selben Jahr leitete er einen Zyklus sinfonisch-choraler Konzerte mit der Ungarischen Kammerphilharmonie.
Zwischen 2001 und 2003 war Aguirre Erster Gastdirigent des Orchestervereins Wien, mit dem er mehrfach im Goldenen Saal des Wiener Musikvereins auftrat. In derselben Spielzeit wurde er Chefdirigent der Schönbrunner Kapelle in Wien, mit der er sich auf das Opernrepertoire Mozarts spezialisierte. Hervorzuheben ist auch seine Zusammenarbeit mit dem Orchester und Chor für Alte Musik des Konservatoriums Wien, mit dem er barockes Repertoire und historische Aufführungspraxis erforschte. Im Jahr 2005 arbeitete er mit der Oper der Balearen an der Produktion von Puccinis La Fanciulla del West und dirigierte das Tiroler Kammerorchester (Österreich).
Von 2002 bis 2004 war er Chefdirigent des Sinfonieorchesters von Tolima, wo er sich durch die Interpretation von Sinfonien von Anton Bruckner und Dmitri Schostakowitsch sowie durch die Zusammenarbeit mit Incolballet bei der Inszenierung des Balletts Der Nussknacker auszeichnete. Im Jahr 2006 übernahm er die musikalische Leitung einer Neuinszenierung von Mozarts Don Giovanni in Bogotá. 2009 wurde er vom kubanischen Kulturministerium eingeladen, das Sinfonieorchester von Oriente zu dirigieren und Sinfonien von Bruckner mit der Nationalen Sinfonie von Kuba uraufzuführen. Mehrfach stand er am Pult der Oper Kolumbiens mit Produktionen wie La Traviata (2010), Madama Butterfly (2011) und Le nozze di Figaro (2012). Zu weiteren Inszenierungen zählen auch L’Enfant et les Sortilèges (2013) und Gianni Schicchi (2014), mit letzterer unternahm er eine nationale Tournee. Seit 2015 leitete er Galaabende mit international renommierten Sängern wie Fernando de la Mora, Olga Peretyatko, Thomas Hampson, Ainhoa Arteta und Roberto Alagna, mit dem er unter anderem in der Royal Opera House in Muscat auftrat.
Seit 2010 arbeitet Aguire mit dem Sinfonieorchester der Balearen sowie mit dem Konservatorium der Balearen als Dozent und Dirigent zusammen. 2015 war er Gastdirigent des Präsidialorchesters der Türkei (Cumhurbaşkanlığı Senfoni Orkestrası) in Ankara, mit dem er seither regelmäßig zusammenarbeitet, und übernahm die musikalische Leitung einer Neuinszenierung von Purcells Dido and Aeneas am Nationalen Lyrischen Theater Kubas. 2016 dirigierte er das Sinfonieorchester von Brasília (Brasilien),  2019 trat er im  Palacio de Bellas Artes in Mexiko mit dem Nationalen Sinfonieorchester der Stadt auf. Seit 2022 wurde er regelmäßig von der Sinfonieorchester Lecce und Salento (Italien) eingeladen.
Seit 2014 ist er Künstlerischer Leiter des Festivals Santa Catalina Classics, bei dem er mit Künstlern wie Zubin Mehta, Daniel Barenboim, Kiri Te Kanawa, Anna Netrebko und Hilary Hahn zusammenarbeitete.

## Bibliografie
- F. Aguirre, An der Schwelle des Labyrinths: Reflexionen über Musik, Kunst und Philosophie, Editorial Cerix, Palma de Mallorca, 2023. ISBN 978-84-945704-6-9.
- F. Garrido, G. Laguna y F. Aguirre (Hrsg.), Dionysos, der Wein und die Musik: Göttischer Rausch – gestern und heute, Editorial Cerix / UCOPress, 2019. ISBN 978-84-945704-3-8 / ISBN 978-84-9927-445-4
- Jamblichos, Hierokles und andere Autoren (Hrsg. und Übers.: F. Aguirre), Pythagoreische Weisheit | Texte und Fragmente, Editorial Cerix, Palma de Mallorca, 2017. ISBN 978-84-945704-2-1.

## Diskografie
- Robert Schumann: Sinfonie Nr. 4 in d-Moll, op. 120 (Nationalen Sinfonieorchester Kolumbiens).
- Sergei Rachmaninow: Die Glocken, op. 35[8] (Orquesta Sinfónica de Bogotá).
- Wolfgang Amadeus Mozart: Requiem, KV 626 (Ungarische Kammerphilharmonie).
- Ludwig Van Beethoven: Klavierkonzert Nr. 1 in C-Dur, op. 15[9] (Tiroler Kammerorchester).
- Nicolás Prada; Kantate für den Frieden[10] (Orquesta Filarmonía Pop ayán).